# Colori delle Gaelic Athletic Association counties
I colori delle Contee dell'Irlanda sono anche i colori delle rappresentative della contea in un match tra contee organizzato dalla Gaelic Athletic Association ( GAA). Gli avvenimenti più importanti in tal senso sono l'All-Ireland Senior Football Championship e l'All-Ireland Senior Hurling Championship. I tifosi assistono alle partite con i vessilli e le bandiera della propria contea e le con magliette originali della stessa. In occasione di match davvero importanti, le bandiere sono appese sui balconi della maggior parte delle case e degli edifici pubblici, oltre che sulle macchine.
Se le magliette hanno da sempre rispecchiato i colori reali della contea, i pantaloncini erano formalmente bianchi, anche se dagli anni sessanta, alcune contee hanno iniziato ad utilizzare pantaloni colorati.

## Bandiere
Sebbene ogni contea abbia il proprio simbolo, non esistono bandiere ufficiali. Tipicamente queste presentano il simbolo unito ad uno sfondo bicolore o tricolore ( a parte per Kildare, dove la bandiera è completamente bianca). Generalmente spicca il colore principale, ma in alcuni casi questi sono disposti a strisce orizzontali (particolare è il caso della contea di Offalyin cui la disposizione è resa necessario dal fatto che il vessillo presenti gli stessi colori della Bandiera irlandese).
Oltre alle strisce o alla tinta unita, esistono pure bandiere a scacchi e di vari aspetti. Il simbolo delle bandiere è il simbolo GAA della contea, che in genere corrisponde a quello ufficiale e storico con qualche piccola variazione. Spesso gli irlandesi si recano allo stadio con bandiere dei rispettivi colori della propria contea. Un esempio è fornito da Cork, i cui colori sono il rosso e il bianco. In tal caso non è difficile incontrare tifosi con la Bandiera canadese o con quella giapponese.

## Connacht
| Bandiera | Contea    | Descrizione      |
| -------- | --------- | ---------------- |
|          | Galway    | Marrone e bianca |
|          | Leitrim   | Verde e oro      |
|          | Mayo      | Verde e rossa    |
|          | Roscommon | Gialla e blu     |
|          | Sligo     | Bianconera       |

## Leinster
| Bandiera | Contea           | Descrizione           |
| -------- | ---------------- | --------------------- |
|          | Leinster Council | Bianca e verde        |
|          | Carlow           | Verde, rossa e gialla |
|          | Dublin           | Celeste e blu scuro   |
|          | Fingal           | Fucsia e bianca       |
|          | Kildare          | Completamente bianca  |
|          | Kilkenny         | Nero e ambra          |
|          | Laois            | Bianca e blu          |
|          | Longford         | Blu e oro             |
|          | Louth            | Bianca e rossa        |
|          | Meath            | Verde e oro           |
|          | Offaly           | Verde, bianca e oro   |
|          | Westmeath        | Marrone e bianca      |
|          | Wexford          | Viola e oro           |
|          | Wicklow          | Gialla e blu          |

## Munster
| Bandiera | Contea    | Descrizione    |
| -------- | --------- | -------------- |
|          | Clare     | Gialla e blu   |
|          | Cork      | Rossa e bianca |
|          | Kerry     | Verde e oro    |
|          | Limerick  | Verde e bianca |
|          | Tipperary | Gialla e blu   |
|          | Waterford | Bianca e blu   |

## Ulster
| Bandiera | Contea            | Descrizione        |
| -------- | ----------------- | ------------------ |
|          | Antrim            | Gialla e bianca    |
|          | Armagh            | Arancione e bianca |
|          | Cavan             | Blu e bianca       |
|          | Donegal           | Verde e gialla     |
|          | Down & South Down | Rossa e nera       |
|          | Fermanagh         | Bianca e verde     |
|          | Derry             | Bianca e rossa     |
|          | Monaghan          | Bianca e blu       |
|          | Tyrone            | Bianca e rossa     |

## County boards d'oltremare
| Bandiera | Contea       | Descrizione    |
| -------- | ------------ | -------------- |
|          | London       | Verde e bianca |
|          | New York     | Blu e bianca   |
|          | Warwickshire | Bianca e nera  |